# Proteccionismo intelectual
El proteccionismo intelectual es un término usado en una crítica de la legislación de la propiedad intelectual. Puede usarse con un sinónimo irónico, compartiendo las iniciales "PI", dando a entender que la propiedad intelectual es una práctica restrictiva. En este contexto "proteccionismo" es una analogía del proteccionismo económico, una práctica o política donde un país impone niveles de restricciones a los bienes de importación para favorecer los mercados domésticos
El principio moral de dar crédito donde crédito es una falacia está en el centro del debate en el papel de la propiedad intelectual y si se requiere o no incrementar las protecciones para asegurar que los derechos individuales sean reconocidos. Una parte busca una protección más avanzada, tal como una restricción del material intelectual original o asegurar el crédito al autor, tratando tal conocimiento de una manera similar a los productos o diseños actualmente dentro de la definición de propiedad intelectual. Una visión opuesta ve esta clase de protecciones en contra del interés colectivo o perjudicial para el libre comercio y la innovación.

## Problemas e implicaciones
Los derechos de propiedad intelectual protegen al creador de que otras partes tomen una ventaja comercial del producto de su trabajo; sin embargo la legislación no protege las ideas. Esto significa que los productos o diseños originales pueden replicarse sin estar necesariamente en consonancia con los derechos de propiedad intelectual del creador, quien deja el potencial para la explotación de su innovación a otros. En la otra parte, algunas áreas de innovación e investigación pueden ser atrayentes por motivos éticos para la difusión sin restricción de resultados. El Proyecto Genoma Humano es un ejemplo. Etc.